# Episodi di Drop Dead Diva (seconda stagione)
La seconda stagione della serie televisiva Drop Dead Diva è stata trasmessa in prima visione negli Stati Uniti d'America da Lifetime dal 6 giugno al 29 agosto 2010.
In Italia è stata trasmessa in prima visione sul digitale terrestre da Cielo dall'8 marzo al 17 maggio 2011
| nº | Titolo originale      | Titolo italiano            | Prima TV USA   | Prima TV Italia |
| -- | --------------------- | -------------------------- | -------------- | --------------- |
| 1  | Would I Lie to You    | Il marito                  | 6 giugno 2010  | 8 marzo 2011    |
| 2  | Back From the Dead    | Amnesie                    | 13 giugno 2010 | 8 marzo 2011    |
| 3  | The Long Road to Napa | Le mie due mogli           | 20 giugno 2010 | 15 marzo 2011   |
| 4  | Home and Away         | Questa è la mia casa       | 27 giugno 2010 | 15 marzo 2011   |
| 5  | Senti-Mental Journey  | Le follie di mia madre     | 11 luglio 2010 | 22 marzo 2011   |
| 6  | Begin Again           | Popstar assassine          | 18 luglio 2010 | 29 marzo 2011   |
| 7  | A Mother's Secret     | Una figlia ritrovata       | 25 luglio 2010 | 5 aprile 2011   |
| 8  | Queen of Mean         | La regina della cattiveria | 1º agosto 2010 | 12 aprile 2011  |
| 9  | Last Year's Model     | La modella                 | 8 agosto 2010  | 19 aprile 2011  |
| 10 | Will & Grayson        | Il fattore ex              | 15 agosto 2010 | 26 aprile 2011  |
| 11 | Good Grief            | Il buon dolore             | 22 agosto 2010 | 3 maggio 2011   |
| 12 | Bad Girls             | Cattive ragazze            | 29 agosto 2010 | 10 maggio 2011  |
| 13 | Freeze The Day        | Il momento della verità    | 29 agosto 2010 | 17 maggio 2011  |